# Улица Авксентьевского
Улица Авксе́нтьевского (до 1928 года — Ехаловы Кузнецы, до 1963 года — Кузнецкая) — улица в Вологде. Расположена между улицами Октябрьская и Чехова (исторический район Верхний посад). Названа в честь К. А. Авксентьевского, советского военачальника, уроженца Вологодчины.

## История
Практически с самого начала истории Вологды в районе будущей улицы Авксентьевского селились ремесленники, в первую очередь кузнецы. Писцовая книга за 1629 год указывает, что на территории «старого гостиного двора» было «посадских сорок пять кузниц, да две кузницы поповы, да кузница городового часовника». Несколько дворов и 2 кузницы на улице принадлежали известному вологодскому гостю Г. М. Фетиеву. Со временем кузнечный промысел в этом месте сошёл на нет, оставив за собой название улицы, продержавшееся до XX века — улица Ехаловы Кузнецы.
В 1928—1963 годах улица называлась Кузнецкая, а в 1963 году была переименована в честь Константина Авксентьевского — военначальника гражданской войны, близкого соратника Михаила Фрунзе.
До конца 1970-х годов улица проходила за современную улицу III Интернационала, почти до железнодорожного полотна. На ней на тот момент сохранялось ещё много дореволюционных построек. Длина улицы была сокращена из-за строительства на отрезке от улицы Чехова до улицы III Интернационала Вологодского оптико-механического завода. С этого же времени улица стала застраиваться новыми домами.

## Описание
Улица расположена в центре Вологды, в микрорайоне Верхний посад и проходит от Октябрьской улицы до улицы Чехова, пересекая улицу Кирова.

### Здания и сооружения
| № дома              | Фото                | Описание                                                                            |
| → Октябрьская улица | → Октябрьская улица | → Октябрьская улица                                                                 |
| ------------------- | ------------------- | ----------------------------------------------------------------------------------- |
| 1 Октябрьская, 23   | Авксентьевского, 1  | Жилой дом                                                                           |
| 3а                  |                     | Сооружение 1 этаж                                                                   |
| 3                   | Авксентьевского, 3  | Пятиэтажный Кирпичный жилой дом. Магазин «Магнит».                                  |
| 6                   | Авксентьевского, 6  | Пятиэтажный кирпичный жилой дом. 1981 года постройки; Почта России(отделение № 31). |
| → улица Кирова      |                     |                                                                                     |
| 21 Кирова, 35       | Лицей № 32          | Лицей № 32                                                                          |
| 30                  | Кирова, 39          | Пятиэтажный кирпичный жилой дом. 1978 года постройки; Детская библиотека № 7.       |
| 30                  | Кирова, 39          | Россельхозбанк                                                                      |
| Чехова, 9           |                     | Панельный жилой дом                                                                 |
| улица Чехова        |                     |                                                                                     |